# Prekinute državne teritorije
Prekinute državne teritorije su slučaj u više država sveta. Ne računaju se ostrva i arhipelazi, koliko god bili udaljeni od glavnog dela (dela na kojem je glavni grad). Ne računaju se ni posedi na Antarktiku.

## Evropa
- Hrvatska

Hrvatska je prekinuta Neumom, teritorijom Bosne i Hercegovine površine 226 km². Na nju se nadovezuje preostali deo Hrvatske, donji Dubrovačko-neretvanske županije, u kojem se nalaze Pelješac, ostrva, Dubrovačko primorje, Dubrovnik, Župa dubrovačka i Konavle. Ova ispresecanost postoji od 1992. godine, a koreni joj sežu od 1699.
- Rusija

Rusija je čitavom teritorijom Belorusije (207 600 km²) prekinuta, da bi preko Kalinjingradske oblasti izašla na Baltičko more. Ova ispresecanost postoji od 1993, a koreni joj sežu u Drugi svetski rat.
- Francuska

Francuska je jedina koja ima teritorije na dva kontinenta: glavni deo u Evropi i Francusku Gvajanu (83 534 km²) u Južnoj Americi, između Surinama i Brazila. Ova ispresecanost se razvijala od 17. veka.

## Amerika
- Sjedinjene Američke Države

SAD su čitavom teritorijom Kanade (9 984 670 km²) prekinute, da bi preko Aljaske izašli na Beringov prolaz. Ova ispresecanost 1867.
- Argentina

Argentina je prekinuta delom Čilea, da bi preko Magelanova prolaza imala istočni deo Ognjene zemlje. Ova ispresecanost postoji od 1881.

## Afrika
- Angola

Angola je prekinuta Kongom, da bi imala Kabindu, izdvojenu teritoriju.
Portugal je sa prinčevima Kabinde sklopio sporazume 1883. — 1885. Ovim sporazumima teritorija je postala portugalski Protektorat Kakongo, Luango i Ngojo. Na Konferenciji o Kongu 1885. u Berlinu, ove sporazume su potvrdile i druge kolonijalne sile.
Nezvanična separatistička zastava Kabinda bi umanjila administrativne troškove u prekomorskim regionima, Portugal je 1956. stavio Protektorat Kabindu i prekomorsku provinciju Angolu pod vlast istog generalnog guvernera. Slično je uradila Francuska sa Gabonom, Kongom, Centralnom Afrikom i Čadom, koje je objedinila u Francusku istočnu Afriku.
Kada je došlo do razmatranja pitanja nezavisnosti portugalskih afričkih kolonija, Kabinda je trebalo da bude zasebna država, ali je Angola tražila ovu eksklavu za sebe. Organizacija afričkog jedinstva je 1974. označila Kabindu kao 39. afričku državu. Novembra 1975. nezavisna Angola je okupirala Kabindu. Od tada traje sukob između secesionističke grupe „Front za oslobođenje enklave Kabinde“ (Frente para a Libertação do Enclave de Cabinda, skraćeno FLEC) i vojske Angole.

## Azija
- Jermenija

Jermenija je prekinuta Azerbejdžanom da bi imala mali deo Baškend potpuno okružen njime. Ova ispresecanost seže u okupaciju koja traje od 1992.
- Azerbejdžan

Azerbejdžan je prekinut dobrim delom Jermenije da bi imao Nahčivan, nekad zasebnu pokrajinu Sovjetskog Saveza. Ova ispresecanost postoji od 1992, a koreni joj sežu u 1990.
- Brunej

Brunej je prekinut delom Malezije, da bi imao distrikt Temburong. Ova ispresecanost postoji od nastanka modernog Bruneja, 1984.
- Istočni Timor

Istočni Timor je prekinut delom Indonezije, da bi imao distrikt Okusi-Ambeno. Ova ispresecanost postoji od nastanka Istočnog Timora, 2002.